# Rusia en los Juegos Olímpicos de Nagano 1998
Rusia estuvo representada en los Juegos Olímpicos de Nagano 1998 por un total de 122 deportistas que compitieron en 12 deportes.  
El portador de la bandera en la ceremonia de apertura fue el esquiador de fondo Alexei Prokurorov.

## Medallistas
El equipo olímpico ruso obtuvo las siguientes medallas:
| Nombre                                                          | Deporte            | Competición                |
| --------------------------------------------------------------- | ------------------ | -------------------------- |
| Oro                                                             |                    |                            |
| Galina Kukleva                                                  | Biatlón            | 7,5 km F                   |
| Yuliya Chepalova                                                | Esquí de fondo     | 30 km F                    |
| Olga Danilova                                                   | Esquí de fondo     | 15 km F                    |
| Larisa Lazutina                                                 | Esquí de fondo     | 5 km F                     |
| Larisa Lazutina                                                 | Esquí de fondo     | 10 km F                    |
| Olga Danilova Nina Gavriliuk Larisa Lazutina Yelena Vialbe      | Esquí de fondo     | 4 × 5 km F                 |
| Ilia Kulik                                                      | Patinaje artístico | Individual M               |
| Oxana Kazakova Artur Dmitriyev                                  | Patinaje artístico | Parejas                    |
| Oxana Grishuk Yevgueni Platov                                   | Patinaje artístico | Danza sobre hielo          |
| Plata                                                           |                    |                            |
| Albina Ajatova Galina Kukleva Olga Melnik Olga Romasko          | Biatlón            | 4 × 7,5 km F               |
| Olga Danilova                                                   | Esquí de fondo     | 10 km F                    |
| Larisa Lazutina                                                 | Esquí de fondo     | 15 km F                    |
| Equipo                                                          | Hockey sobre hielo | Torneo M                   |
| Yelena Berezhnaya Anton Sijarulidze                             | Patinaje artístico | Parejas                    |
| Anzhelika Krylova Oleg Ovsiannikov                              | Patinaje artístico | Danza sobre hielo          |
| Bronce                                                          |                    |                            |
| Vladimir Drachov Viktor Maigurov Pavel Muslimov Serguei Tarasov | Biatlón            | 4 × 7,5 km M               |
| Valeri Stoliarov                                                | Combinada nórdica  | Trampolín normal + 15 km M |
| Larisa Lazutina                                                 | Esquí de fondo     | 30 km F                    |